# ГЕС Аракс
39°05′28″ пн. ш. 45°24′08″ сх. д. / 39.09111111° пн. ш. 45.40222222° сх. д.
ГЕС Аракс  (гідровузол Аракс) — гідроелектростанція в Азербайджані й Ірані, розташована на прикордонній річці Аракс. Побудована згідно з міждержавною угодою з метою регулювання стоку річки, накопичення у водосховищі води для зрошення, вироблення електроенергії. Перший гідроагрегат ГЕС пущено в 1970.
Потужність ГЕС - 44 МВт, середньорічне виробництво електроенергії - 148 млн кВт. год. Потужність та вироблення станції розділені паритетно між двома країнами.

## Будівля ГЕС
До складу споруд ГЕС входять:
- земляна гребля довжиною 900 м і максимальною висотою 40 м;
- водоскидна бетонна гребля, що має 4 водоскидних прольоти шириною по 7 м, розрахована на перепустку 2900 м³/с води;
- дві будівлі ГЕС, на азербайджанському та іранському березі відповідно. У будівлях ГЕС розміщено 4 гідроагрегати потужністю по 11 МВт з поворотно-лопатевими турбінами.

## Директори
- В. Я. Дадашев - 1971-1976 [1] .